# Eurata schausi
Eurata schausi är en fjärilsart som beskrevs av George Francis Hampson 1898. Eurata schausi ingår i släktet Eurata och familjen björnspinnare. Inga underarter finns listade i Catalogue of Life.